# Loxodonta adaurora
Loxodonta adaurora (лат.) — вид вымерших слонов, живших в плиоцене на территории Восточной Африки. 
Таксон описал Винсент Мальо (Vincent Maglio) в 1970 году по окаменелостям из северо-западной Кении. В 2021 году к виду L. adaurora был приписан почти полный череп из Кении.
В. Мальо в своей монографии 1973 года рассматривает современных африканских слонов и вымершую Loxodonta atlantica как потомков L. adaurora. В исследовании 2009 года Нэнси Тодд (Nancy Todd) пришла к выводу, что L. adaurora может являться младшим синонимом Mammuthus subplanifrons, которого она рассматривает как предка Mammuthus africanavus. 